# Osijek
Osijek (tyska: Esseg eller Essegg, ungerska: Eszék) är en stad i Kroatien. Staden hade 108 048 invånare år 2011 och är det ekonomiska och administrativa centret i landskapet Slavonien i östra Kroatien. Osijek ligger vid floden Drava och är residensstad i Osijek-Baranjas län. Sett till folkmängden är Osijek Kroatiens fjärde största stad. 

## Etymologi
Stadens namn kommer från det kroatiska ordet 'oseka' med betydelsen 'ebb'. Namnet har troligtvis sitt ursprung i att staden är byggd på höjd mark som förhindrade att den översvämmades av floden Drava och de närliggande träskvattnen. 
På grund av sitt förflutna som en stad i den habsburgska monarkin och den historiska närvaron av en tysk och ungersk minoritet finns det tyska (Esseg/Essegg) och ungerska (Eszék) namn för staden. Dessa är en variant det kroatiska namnet och var främst i bruk fram till Österrike-Ungerns upplösning år 1918. Det tyska och ungerska namnen används idag i historisk kontext eller av de respektive minoriteterna. Under den osmanska ockupationen åren 1526–1687 använde osmanerna det turkiska namnet för staden, Ösek eller Esgek.  

## Geografi
Staden ligger på en bördig slätt vid floden Drava cirka 25 km från utloppet i Donau och nära gränserna till Ungern och provinsen Vojvodina i Serbien.

## Historia
Det har funnits bosättningar på platsen med namnet Mursa sedan yngre stenåldern men de första skriftliga bevisen med det nuvarande stadsnamnet finns i en påvlig förteckning över församlingar från år 1323. Staden ödelades av osmanerna, som byggde upp staden i sin egen smak, men även denna förstördes i samband med stadens "befriande" år 1687. Delar av den följande bebyggelsen kan i dag ses i den gamla staden Tvrđa.
En omfattande ödeläggelse av staden ägde rum i samband med striderna mot den jugoslaviska armén (JNA) 1991-1995 i kroatiska självständighetskriget. Särskilt hårda var striderna under Slaget om Osijek (1991-1992).

## Sport
- NK Osijek

## Arkitektur och byggnadsverk
- Tvrđa, Osijeks befästa stadsdel/befästning, uppfördes i början av 1700-talet. Flera byggnader i Tvrđa bär stildrag från barocken och befästningen anses vara en av de bäst bevarade ensemblen av byggnader i barockstil i Kroatien.
- Sankt Petrus och Paulus katedral uppfördes under slutet av 1800-talet och stod färdig 1900. Katedralen uppfördes enligt ritningar av Franz Langenberg

## Kända personligheter från Osijek (urval)
- Branko Lustig, filmproducent
- Davor Šuker, fotbollsspelare
- Jelena Dokić, tennisspelare
- Josip Juraj Strossmayer, biskop och politiker
- Mia Dimšic, Sångerska (Eurovision 2022)